# Under the Grey Sky
Under the Grey Sky ist ein Filmdrama von Mara Tamkovich. Der Film ist angelehnt an die wahre Lebensgeschichte der belarussischen Journalistin Kazjaryna Bachwalawa, die verhaftet wurde, nachdem sie heimlich per Livestream das brutale Vorgehen der Regierung gegen friedliche Demonstranten nach manipulierten Wahlen übertragen hatte. Die Weltpremiere des Films erfolgte im Juni 2024 beim Tribeca Film Festival.

## Handlung
Lena arbeitet als Fernsehreporterin für ein oppositionelles Medienunternehmen. Nachdem die belarussische Journalistin heimlich per Livestream das brutale Vorgehen der Polizei gegen friedliche Demonstranten nach manipulierten Wahlen überträgt, werden sie und ihr Kameramann von einer Drohne aufgespürt und verhaftet. Auch ihr Ehemann Ilya, der sich weigert, sie zu verlassen, sieht sich den Vorwürfen eines Regimes ausgesetzt, das entschlossen ist, sie beide zu brechen.

## Produktion

### Der Fall Kazjaryna Bachwalawa

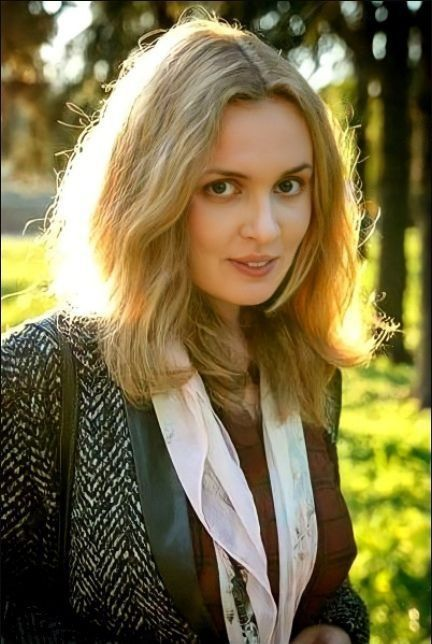
Der Film ist an die reale Lebensgeschichte von Kazjaryna Bachwalawa angelehnt

Der Film basiert auf wahren Begebenheiten. Die belarussische Journalistin Kazjaryna Bachwalawa wurde verhaftet, nachdem sie heimlich per Livestream für Belsat TV das brutale Vorgehen der Regierung gegen friedliche Demonstranten nach manipulierten Wahlen übertragen hatte. Sie wurde zu einer 8-jährigen Haftstrafe verurteilt. Dies war kein Einzelfall. Auch Kazjaryna Baryssewitsch berichtete über die Proteste im Jahr 2020 und schrieb einen Artikel über den Tod von Raman Bandarenka, weshalb sie zu einem halben Jahr Gefängnis verurteilt wurde.

### Filmstab, Besetzung und Dreharbeiten
Regie führte Mara Tamkovich, die auch das Drehbuch schrieb. Es handelt sich bei Under the Grey Sky um ihren ersten Langfilm. Tamkovich ist selbst bis 2022 als Journalistin in Belarus tätig gewesen. Sie verwendet in ihrem Film dokumentarisches Material von den Protesten in ihrem Heimatland. Die Regisseurin erklärte, sie habe keinen Film über die politische Situation in Belarus drehen wollen, sondern über ein Einzelschicksal und über die Folgen von politischen Entscheidungen auf die Menschen. Es handelt sich auch nicht um eine Nacherzählung von Bachwalawas Geschichte oder einer anderen Person. Vom Polnischen Filminstitut erhielt Tamkovich eine Produktionsförderung in Höhe von 900 000 PLN für ihren Film.
Aliaksandra Vaitsekhovich spielt die an Kazjaryna Bachwalawa angelehnte Lena. Valentin Novopolskij spielt ihren Ehemann Ilya, eine Entsprechung von Bachwalawas realem Ehemann Igor Ilyash. Palina Chabatarova ist in der Rolle von Ola zu sehen.
Die Aufnahmen entstanden größtenteils in Innenräumen mit einer Gruppe von zwei oder drei Schauspielern bei natürlichem Licht. Kameramann Krzysztof Trela war in der Vergangenheit ausschließlich für Kurzfilme tätig, so bei Tamkovichs letztem Kurzfilm Na zywo.

### Marketing und Veröffentlichung
Die Weltpremiere des Films fand am 7. Juni 2024 beim Tribeca Film Festival statt. Kurz zuvor wurde der erste Clip vorgestellt. Ab Ende September 2024 wurde der Film beim Polnischen Filmfestival Gdynia gezeigt. Ende November 2024 wird er beim Torino Film Festival vorgestellt.

## Auszeichnungen
Camerimage 2024
- Nominierung im Polish Films Competition[9]

Polnisches Filmfestival Gdynia 2024
- Auszeichnung für das Beste Regiedebüt (Mara Tamkovich)[10]

Torino Film Festival 2024
- Nominierung im Wettbewerb[11]

Tribeca Film Festival 2024
- Nominierung im International Narrative Competition[1]